# Aurora (Indiana)
Aurora is een plaats (city) in de Amerikaanse staat Indiana, en valt bestuurlijk gezien onder Dearborn County.

## Demografie
Bij de volkstelling in 2000 werd het aantal inwoners vastgesteld op 3965.
In 2006 is het aantal inwoners door het United States Census Bureau geschat op 4081, een stijging van 116 (2,9%).

## Geografie
Volgens het United States Census Bureau beslaat de plaats een oppervlakte van
7,6 km², waarvan 7,2 km² land en 0,4 km² water. Aurora ligt op ongeveer 242 m boven zeeniveau.

## Plaatsen in de nabije omgeving
De onderstaande figuur toont nabijgelegen plaatsen in een straal van 16 km rond Aurora.